# Comuna Kîrdanî, Ovruci
Kîrdanî (în ucraineană Кирданівська сільська рада) este o comună în raionul Ovruci, regiunea Jîtomîr, Ucraina, formată din satele Dubovîi Hai, Kîrdanî (reședința) și Korcivka.

## Demografie
Componența lingvistică a comunei Kîrdanî
     Ucraineană (96,97%)
     Rusă (2,26%)
     Alte limbi (0,72%)
Conform recensământului din 2001, majoritatea populației comunei Kîrdanî era vorbitoare de ucraineană (96,97%), existând în minoritate și vorbitori de rusă (2,26%).